# From New York to L.A.
From New York to L.A. is een single van de Canadese zangeres Patsy Gallant. Het is afkomstig van haar album Are you ready for love.

## Patsy Gallant
Gallant had in Canada een tiental hits, voordat ze internationaal doorbrak met dit nummer. Ze trekt daarin van New York naar Los Angeles en heeft geen tijd voor een vriendje. Wel dreigt ze ten onder te gaan aan drugs en drank. B-kant Angie is een eigen liedje van Gallant.
From New York to L.A. maakte indruk op de Canadese Juno Awards:
- Meest verkochte single (nominatie)
- Beste zangeres (prijs)
- Muziekproducent van het jaar (nominatie)

### Hitnotering
In de landen waarin de single een hitnotering kreeg bleef het toch een eendagsvlieg, behalve dan in Canada. From New York to L.A. stond negen weken genoteerd in de Britse Single top 50; ze haalde daarin de zesde plaats.

#### Nederlandse Top 40
| Positie: | 28 | 25 | 15 | 15 | 17 | 26 | 32 | uit |

#### NederlandseDaverende 30
| Positie: | 20 | 20 | 25 | 19 | 15 | 20 | 22 | 23 | uit |

#### BelgischeBRT Top 30
| Positie: | 17 | 19 | uit |

#### VlaamseUltratop 30
| Positie: | 28 | 21 | 19 | 27 | 27 | 25 | 25 | uit |

#### NPO Radio 2 Top 2000
| Nummer met noteringen in de NPO Radio 2 Top 2000 | '99  | '00  |
| ------------------------------------------------ | ---- | ---- |
| From New York to L.A.                            | 1866 | 1932 |

1. ↑  Een vetgedrukt getal geeft de hoogste notering aan.
2. ↑  Deze tabel is bijgewerkt tot en met de laatste editie (2024).

## Dutch Divas
- De Dutch Divas[1] , bestaande uit Marga Bult, Maggie MacNeal en Sandra Reemer hebben er in 2001 een klein hitje mee. Ze haalden er een week plaats 99 mee in de Single top 100

Sandra Reemer

Al di là · Stille nacht, heilige nacht · 'k Zweef aan m'n ballonnetje · Gloria, gloria · Sluimer zacht · Singapura · Hoe leit dit kindeke · Mijn gitaar · Kopi susu · Als jij maar wacht · Een bos rozen · Heimwee · Mijn concert · Teddy song · Jij vergeet · Since you have gone · (I've got) A love like a rainbow · Simon Zealotes · Love me, honey · The party's over · Trust in me · This is your heartbeat · How little we know · Colorado · Nothing's gonna change · It hurts to be in love · America here I come · Indonesia · Get it on · Rien ne va plus · Fly like an angel · Gold · All out of love · Sleep with me tonight · Laughter in the rain · Goodnight, sweetheart, goodnight · Smoke gets in your eyes · La colegiala · For your love · He was the one · Love is cruel · Domenica · The last goodbye · Mensen zoals jij · Kom naar me toe · Alles wat ik wil · Een boom voor het leven · De mooiste droom is vogelvrij
Sandra en Andres

Storybook children · Somethin' in my heart · For the first time in my life · Reach for the moon · Let us pray together · Love is all around · Those words · Que je t'aime · Mary Madonna · Als het om de liefde gaat · Mama mia · Auntie · Aime-moi · Dzjing boem! · True love · You believed · Oh, nous sommes très amoureux
Dutch Divas

Work that body · From New York to L.A.